# 포스트맨 (1997년 영화)
《포스트맨》(영어: The Postman)은 1997년 개봉한 미국의 포스트 아포칼립스, 모험 영화이다. 케빈 코스트너가 감독을 맡았으며, 데이비드 브린의 동명 소설이 영화의 원작이다. 1997 골든 라즈베리상 최악의 작품상·각본상 수상작이다.

## 출연

### 주연
- 케빈 코스트너

### 조연
- 윌 패튼
- 라렌즈 테이트
- 올리비아 윌리암스
- 제임스 루소
- 다니엘 본 바겐
- 톰 페티

## 기타
- 원작자: 데이빗 브린
- 라인프로듀서: 레스터 버맨
- 미술: 아이다 랜덤
- 세트: 로널드 R. 레이스
- 의상: 존 브룸필드
- 배역: 민디 마튼